# Caserne de Gun Club Hill
La caserne de Gun Club Hill (槍會山軍營, Gun Club Hill Barracks) est une installation militaire de Hong Kong située à Kowloon entre King's Park (en) et Jordan.
À l'origine caserne de l'armée britannique depuis 1863, son administration est transférée à l'armée populaire de libération chinoise à la suite de la rétrocession de Hong Kong à la Chine en 1997.

## Informations générales
Partie intégrante de l'histoire militaire de Hong Kong, la caserne du Gun Club Hill est née de la nécessité d'héberger des soldats sur la péninsule de Kowloon à la suite de la cession de la zone en vertu de la convention de Pékin de 1860 qui met fin à la seconde guerre de l'opium. Les Britanniques ont besoin d'installations militaires supplémentaires et commencent la construction de sites de reconnaissance sur la péninsule de Kowloon. Le but n'est pas seulement d'abriter des garnisons mais aussi de fournir des défenses militaires des deux côtés de Victoria Harbour. Le rivage étant utilisé pour des activités civiles, des sites dans la région de King's Park (en) sont sélectionnés pour établir des campements. La zone, parsemée de jardins, de ruisseaux et de rizières, est un lieu populaire pour la chasse aux oiseaux et, une fois les campements militaires établis, plusieurs champs de tir sont installés pour l'entraînement. Malgré le manque de vérification, le sinologue R.G. Horsnell pense qu'il est plausible que c'est de là que la caserne tire son nom,.
L'enceinte de la caserne mesure environ 10 hectares, bien que la caserne d'origine de Gun Club Hill englobait une zone beaucoup plus grande. L'armée met en place une série de campements de tentes situés à l'emplacement actuel du parc de Kowloon, de Gun Club Hill et de King's Park. Elles sont reliées aux zones civiles par des sentiers équestres dans la zone de Chatham Road (zh). Au fil des ans, la zone est réduite à Gun Club Hill, une plus petite partie de la région de King's Park entre Jordan et Austin Road (en).

## 1860-1889
Pendant cette période, il n'y a pas de structures permanentes, de sorte que les troupes sont transférées des casernes Murray et Victoria. Des tentes et des matelas sont utilisés pour l'hébergement et les soldats effectuent des exercices de tir avec des fusils et des armes plus grosses. La première garnison à y être stationnée est les Gun Lascars, un groupe d'artilleurs musulmans originaires d'Inde.
Voici une liste de certains des régiments stationnés dans les campements à cette époque :
1863 : Second bataillon du 20e régiment à pied (arrivé en décembre)
1888 : le 91e Argylls (arrivé en décembre) est resté dans les matsheds (structures temporaires en bambou) pendant une période de quarantaine
1892 : les Argylls sont remplacés par le 1er bataillon de la King's Shropshire Light Infantry (en) et mis en quarantaine dans les matsheds de Kowloon en raison d'une épidémie de variole sur le navire de troupes Alexandria
1899 : Plusieurs compagnies des Royal Welch Fusiliers cantonnées

## 1900-1950
Chatham Road, Austin Road, Jordan Road, Jordan Path et Gascoigne Road ont progressivement encerclé les terrains du Cricket Club de Kowloon, et Gascoigne Road est nommée en l'honneur du major-général William Julius Gascoigne, commandant des forces britanniques de Hong Kong (en) de 1898 à 1903.
Au cours de 1903–04, les premiers bâtiments permanents sont construits pour l'infanterie, mais très vite occupés par l'artillerie indienne composée de compagnies musulmanes sikhs et punjabi appelées Gun Lascars. Quatre compagnies de soldats sont cantonnées dans de nouveaux blocs de caserne flanquant le terrain de parade achevé en 1905. Selon le Public Record Office, la construction est constituée de « brique et granit et du meilleur bois dur de Manille. Les murs de sortie en briques d'Amoy et les murs intérieurs de Canton ». En 1909, d'autres bâtiments sont construits et la disposition de la caserne est présentée comme étant composée d'une école pour enfants, d'une hutte de suiveurs, d'un cuisinier sikh/musulman, des quartiers des sous-officiers, du poste de garde, du mess des sergents, du mess des officiers et d'un petit centre médical. La caserne de Gun Club Hill voit l'organisation de son premier bataillon en 1910, composé d'environ 446 soldats dont huit sergents d'état-major, 43 cavaliers, 312 soldats des compagnies d'artillerie, 60 des compagnies du génie et 23 membres de la fanfare. Le mess des officiers subit une rénovation avec une annexe ajoutée à l'élévation sud face à l'entrée de Chatham Road. Une nouvelle aile d'entrée remodelée est ajoutée en 1930, qui existe toujours.
Dates clés :
1904 : Existence de blocs de caserne, mess des officiers, poste de garde, cantine des soldats, etc.
1905 : Le colonel Lewis visite la caserne qui abrite alors l'artillerie indienne. King's Park est décrit comme « très difficile » et probablement encore utilisé pour l'entraînement de l'armée. L'église du Rosaire est construite la même année sur Chatham Road (alors nommée De Voeux Road).
1909 : Existence d'une cuisine musulmane/sikhe et d'une cabane de suiveurs.
1910 : Le 1er bataillon de la King's Own Yorkshire Light Infantry (en) est stationné à la caserne.
1914 : Bataillon Hong Kong-Singapour. RGA à Gun Club Hill avec les compagnies D & E cantonnées à la caserne Whitfield. Quatre canons BL de montagne de 10 livres à Gun Club Hill.
1914-18 : Première Guerre mondiale. Les forces armées de Hong Kong sont mobilisées.
1920s : Artillerie Hong Kong-Singapour toujours à Gun Club Hill où ces troupes indiennes entraînent leurs muletiers. Gun Club Hill est toujours non clôturée pour le moment.
c. 1925 : Le St.Mary's Can Ossian College est construit en face de la caserne sur Austin Road.
1935 : Construction d'un ajout au mess des officiers.
1942-45 : Occupation japonaise. Matériel abandonné lors du retrait sur l'île de Hong Kong. L'artillerie japonaise réduite au silence par les canons britanniques de l'île.
1947 :  25e régiment de la Royal Artillery stationnée à Gun Club Hill.
1949 : 58e régiment moyen de la Royal Artillery à Gun Club.

## 1950–1997

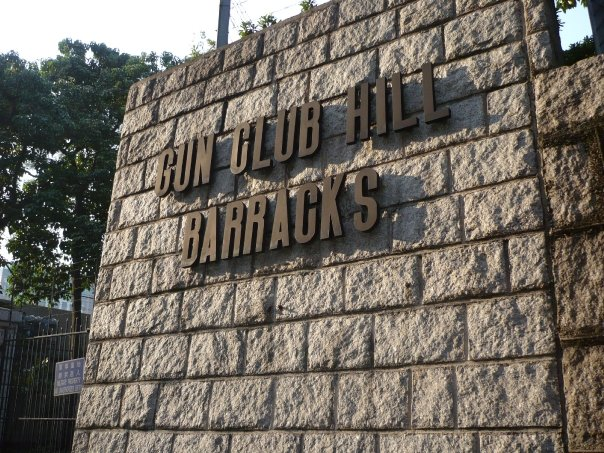
Entrée depuis.

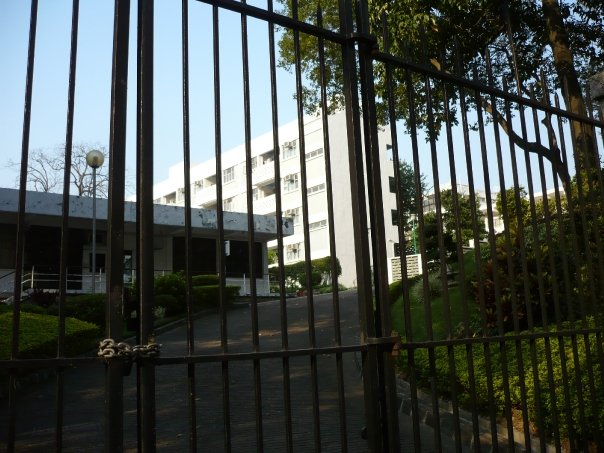

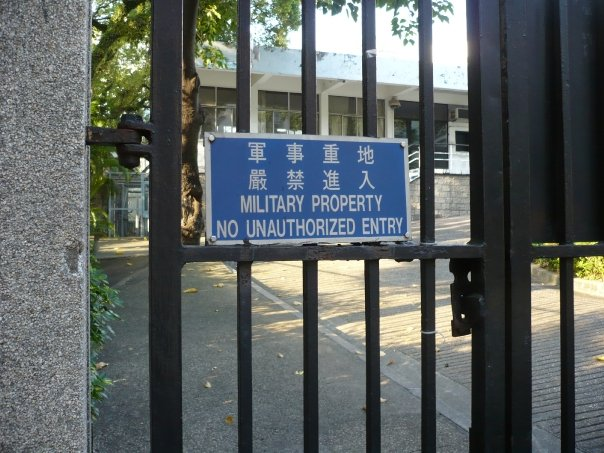
Propriété militaire.

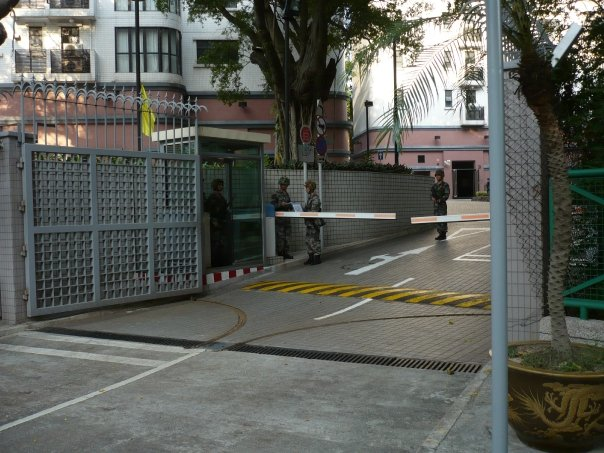
Entrée latérale de la caserne.

Après l'occupation japonaise, un certain nombre de régiments sont stationnés à la caserne du Gun Club Hill. Outre les bataillons d'infanterie britanniques qui y étaient régulièrement stationnés, d'autres organisations se partagent l'enceinte. Le United Services Recreation Club (en) et l'Intelligence and Security Company, qui occupaient l'ancien bâtiment du Colony Club, en font partie.
Ce qui suit est une liste chronologique de certaines unités britanniques stationnées à la caserne pendant cette période.
1956-1957 : 15e régiment moyen de la Royal Artillery.
1965-1967 : 1er bataillon des Queen's Own Buffs (en)
1967 : 1er bataillon des Lancashire Fusiliers
1969 : 1er bataillon Royal Welch Fusiliers
1971 : 1er bataillon du Black Watch
1974 : 1er bataillon du Royal Hampshire Regiment
1976-1977 : 1er bataillon d'infanterie légère
Note: La caserne n'est pas utilisée exclusivement par des bataillons d'infanterie, le 34e régiment léger anti-aérien est stationné à Gun Club Hill de 1961 à 1963.
En 1977, une partie du bloc Alanbrooke (quartiers militaires britanniques) et de l'école des nourrissons (bloc 27) est démolie pour faire place à la construction des installations (temple, clinique, école, etc) des Gurkhas tandis que les dix services de renseignement et de sécurité déménagent du camp de Argyle  Street au bloc de la colonie (bloc 36). De plus, le régiment de transport gurkha et le Gurkha Signal déménage de la caserne de Sham Shui Po à Gun Club Hill et l'école primaire Victoria quitte la caserne Victoria en 1978.
Lors de fouilles en 1986, un squelette datant de l'occupation japonaise est mis au jour. La même année, diverses nouvelles salles de classe sont construites à l'école primaire de Gun Club Hill. Trois ans plus tard, deux graves inondations se produises, l'une le 2 mai et l'autre le 20 mai lors du typhon Brenda (en), qui causent des dommages importants aux équipements, aux bâtiments et aux véhicules du complexe militaires
Les années 1990 voient l'arrivée de nouveaux ajouts au complexe. Un nouvel hôpital militaire est construit face à Jordan Road après la démolition du Colony Club (bloc 36), de l'église Saint-Eligius et de l'ancien hangar à gommes. Certains banians sont transplantés dans d'autres zones de la caserne et d'autres sont déplacés vers le nouveau parc de la citadelle de Kowloon. Un autre événement remarquable se produit en 1995, la remise de la caserne laissée vacante par le régiment gurkha au gouvernement de Hong Kong. Enfin, en 1997, une nouvelle étape est entamée avec le transfert de la souveraineté de Hong Kong à la Chine et l'armée populaire de libération devient le nouveau locataire de ces installations historiques.

## Depuis 1997
Actuellement, la caserne est utilisée par l'armée populaire de libération depuis 1997. Elle comprend un hôpital, des blocs d'habitation, une école primaire, des épiceries et de nombreux autres équipements.
En 2015, le politicien Albert Chan (en) suggère de démanteler la caserne pour faire de la place à plus d'espaces résidentiels.

## Hôpital militaire de Gun Club Hill

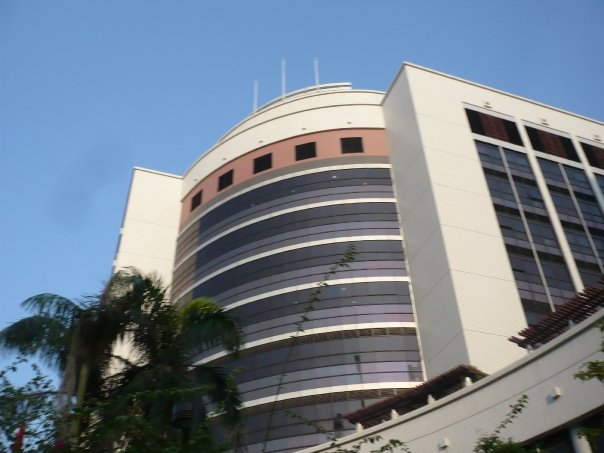
Façade de l'hôpital.

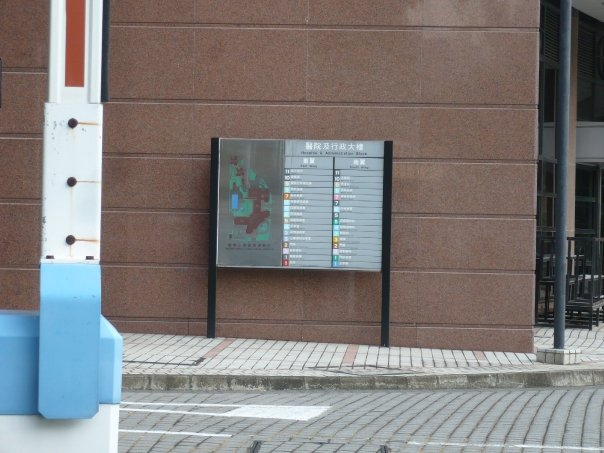
Plan de l'hôpital.

En 1994, la construction d'un nouvel hôpital commence et s'achève en 1997.
L'hôpital militaire de la caserne de Gun Club Hill fournit des services médicaux à tout le personnel de l'armée chinoise stationné à Hong Kong. Il est situé dans le complexe militaire, bordé par Gascoigne Road, Jordan Road et Jordan Path.
Cette installation multifonctionnelle de près de 17 000 m² d'espace de travail, comprend six bâtiments : un hôpital, un bâtiment polyvalent, un restaurant, deux blocs de quartiers du personnel et un vestiaire à un étage.
Le bâtiment de l'hôpital est le bâtiment principal du complexe et comprend un bloc bas en forme de croissant et un bloc haut de 11 étages en forme de L. Il comprend des installations médicales telles que des salles de chirurgie générale, des salles de consultations externes et un laboratoire de radiologie. Le bâtiment composite est un bloc rectangulaire de sept étages à côté de la structure principale qui fournit un support pour l'ensemble du complexe et de nombreuses installations mécaniques et électriques y sont stockées.

## Statut de conservation
Certains bâtiments de la caserne de Gun Club Hill ont été classés rang II et III,.